# Ceratogymna
Ceratogymna is een geslacht van vogels uit de familie neushoornvogels (Bucerotidae) die alleen in Centraal- en West-Afrika voorkomen. De uiterlijke kenmerken van de vrouwelijke en mannelijke Ceratogymna verschillen veel. De mannetjes zijn geheel zwart met uitbundige sierveren op de kruin; vrouwtjes daarentegen hebben een bruine kop met kleinere sierveren.

## Soorten
Het geslacht kent de volgende soorten:
- Ceratogymna atrata – Blauwkeelneushoornvogel
- Ceratogymna elata – Geelhelmneushoornvogel